# Jaroslav Hájek
Jaroslav Hájek (4. února 1926 Poděbrady – 10. června 1974 Praha) byl český matematik. Patřil mezi nejvýznamnější světové teoretické statistiky.[zdroj⁠?!]

## Život
Jaroslav Hájek vystudoval obor statisticko-pojistné inženýrství na fakultě speciálních nauk ČVUT Praha a v roce 1950 úspěšně ukončil toto studium získáním inženýrského titulu. V roce 1955 získal titul CSc. za práci Příspěvky k teorii statistického odhadu, vedoucí této práce byl prof. Josef Novák. Roku 1963 získal titul DrSc; v témž roce se habilitoval na Matematicko–fyzikální fakultě Karlovy univerzity, v roce 1966 byl na této fakultě jmenován profesorem. Roku 1973 mu byla udělena státní cena Klementa Gottwalda za práce o asymptotické teorii pořadových testů. Zemřel ve věku 48 let po transplantaci ledvin.
Vychoval novou generaci odborníků v matematické statistice jako jsou:
- prof. RNDr. Jana Jurečková, DrSc. – odbornice v oblasti asymptotické statistiky a pořadových testů,
- prof. RNDr. Marie Hušková, DrSc. – odbornice v oblasti asymptotické statistiky, change point analysis,
- prof. RNDr. Jiří Anděl, DrSc. – odborník v oblasti analýzy časových řad a matematické statistiky,
- prof. RNDr. Josef Štěpán, DrSc. – odborník v oblasti teorie pravděpodobnosti

a další.

## Matematická práce
Jaroslav Hájek je autorem 57 odborných článků týkajících se zejména:
- výběrových šetření
- teorie pořadových testů
- statistických metod v teorii stochastických procesů

Známé jsou i některé další Hájkovy výsledky, které nelze zahrnout do žádné z uvedených oblastí; jmenujme např. Hájkovu–Rényiho nerovnost.

## Ocenění
- Státní cena Klementa Gottwalda